# Cilicaea crassa
Cilicaea crassa är en kräftdjursart som beskrevs av William Aitcheson Haswell 1882. Cilicaea crassa ingår i släktet Cilicaea och familjen klotkräftor. Inga underarter finns listade i Catalogue of Life.